# Радиоэлектронный способ утечки информации
Существует несколько способов утечки информации, одним из которых является радиоэлектронный способ.

Радиоэлектронный канал утечки информации — канал, в котором носителем информации служит электромагнитное поле и электрический ток.

Самым информативным каналом утечки информации является радиоэлектронный канал.

## Особенности радиоэлектронного канала утечки информации
- функционирует свободно от времени суток;
- полученная информация достоверна и имеет большой объем;
- независимость канала от метеоусловий.

## Источник сигнала радиоэлектронного канала утечки информации
- устройства каналов связи, которые передают информацию;
- источники электромагнитных излучений;
- источники электромагнитных наводок;
- объекты, которые отражают электромагнитные волны в радиодиапазоне;
- объекты, которые излучают тепловые волны в радиодиапазоне.

## Среда распространения сигнала радиоэлектронного канала утечки информации
- атмосфера;
- безвоздушное пространство;
- различные типы электрических проводов.

## Виды радиоэлектронного канала утечки информации
В зависимости от источника сигнала существует 2 вида радиоэлектронного канала утечки информации.
В первом случае осуществляется перехват информации, которая передаётся по функциональному каналу.
Во втором случае каналы утечки информации специально устанавливаются злоумышленниками.